# Syberia
Syberia é um jogo eletrônico de aventura point-and-click belga-canadense, dirigido por Benoît Sokal. Desenvolvido e publicado pela Microïds, foi lançado em 2002 para PC, depois portado para PlayStation 2 e Xbox em 2003, Nintendo DS em 2008 e Nintendo Switch em 2017.
O jogo acompanha a protagonista Kate Walker, uma advogada americana encarregada de supervisionar a grande venda da fábrica de autômatos da família Voralberg, na pequena vila alpina de Valadilène. Mas a revelação da existência de um herdeiro em potencial, Hans Voralberg, desaparecido na Rússia, força Kate a embarcar em uma jornada que a leva cada vez mais para o leste, seguindo os passos de Hans e seus autômatos geniais, por lugares cada vez mais estranhos. Além do enredo principal, o jogo contém um subenredo dramático, conduzido por via de chamadas recebidas no telemóvel de Kate, envolvendo a relação de Kate com o seu noivo.
O jogo usa elementos de art nouveau e de ficção steampunk na sua história. A maioria dos dispositivos e das ferramentas, e até um comboio, funcionam com molas e com engrenagens de dar corda. Criado e desenvolvido pelo artista  Benoît Sokal, Syberia se passa no mesmo mundo do seu videogame anterior, Amerzone, de 1999.
Syberia foi um sucesso comercial, com vendas acima de 500.000 unidades em todo o mundo até 2005. Foi aclamado pela crítica por seu roteiro inteligente e estilo de design gráfico. Seu sucesso gerou uma franquia que incorpora diversas sequências e adaptações de histórias em quadrinhos. Em maio de 2025, a Microids anunciou que um remake do jogo estava em produção, com lançamento planejado para o final do mesmo ano.

## Jogabilidade
Syberia é um jogo de aventura de apontar e clicar, jogado em terceira pessoa, no qual o jogador deve resolver vários quebra-cabeças e seguir certos procedimentos para que a história prossiga. A jogabilidade de Syberia inclui elementos não-lineares que adicionam profundidade. Os jogadores podem escolher a prioridade com que sublocais e personagens não-jogáveis gostariam de interagir primeiro, mesmo que cada capítulo comece e termine da mesma maneira.
O jogo é semi-realístico e semi-surrealístico, sendo um puro jogo gráfico de aventura onde é impossível morrer ou ficar sem saída a qualquer momento no jogo, o que permite ao jogador mergulhar totalmente no universo de Syberia, sem temer cometer um erro ou estar constantemente a gravar. A jogabilidade é bastante acessível, com uma interface simples. Existem três ações básicas para interagir com o ambiente: Kate pode pegar objetos, interagir com objetos e conversar com pessoas. Não é preciso alternar entre as ações, pois ao passar o mouse sobre objetos de interação, a ação apropriada é selecionada. A história é focado nos personagens e há bastante leitura, focada na coleta de muitos documentos ao longo da jornada e muito diálogo, pessoalmente e por telefone celular.

## Enredo
No jogo, o jogador controla as acções da advogada americana Kate Walker, que é enviada para uma remota vila Francesa para finalizar a tomada de posse de uma fábrica de brinquedos da vila.
Uma vez na vila, Kate descobre que a mulher que comandava a fábrica tinha acabado de morrer, e que ela tem um irmão que deve ser contactado com a finalidade da tomada de posse prosseguir. A missão dela leva-a através da Europa Central e Oriental, gradualmente levando-a a questionar a sua própria vida.
O título Syberia é uma ilha mítica onde se diz que os mamutes vivem.

### Valadilène
O jogo começa com Kate a chegar à vila francesa fictícia de Valadilène e a testemunhar o funeral de Anna Voralberg, a dona de uma fábrica de família que produz autómatos, da qual a tomada de posse por uma grande mulher de negócios americana, Kate, era suposto ser finalizada. Quando Kate visita esperançosamente o notário da vila para finalizar o acordo, o notário diz a Kate que pouco antes da sua morte, a velha senhora revelou que o seu irmão, oficialmente declarado morto e enterrado no cemitério da vila, está, de facto, vivo algures na Sibéria. Naturalmente, agora que a sua irmã faleceu, Hans Voralberg torna-se o novo dono da fábrica, que não pode ser vendida sem a sua aprovação. Kate não tem escolha: se ela quer que a tomada de posse avance, terá que encontrar Hans.
A investigação de Kate revela que Hans ficou ferido ao tentar recuperar um boneco pré-histórico dum homem a montar um mamute. Isso abalou o seu desenvolvimento, tanto fisicamente como emocionalmente, e o único objectivo de Hans tornou-se encontrar mamutes e montá-los, como o boneco representava.
Com a finalidade de encontrar Hans, Kate tem que apanhar o comboio dele, uma locomotiva mecânica construída pela sua irmã a pedido dele. É conduzido por Oscar, um autómato quase-humano, cumpridor do protocolo, que Kate tem que satisfazer para poder partir. Assim, ela é forçada a mergulhar no passado de Hans para recuperar dois itens de valor para ele: o boneco com o mamute, e uma caixa de música mecânica.

### Barrockstadt
A primeira paragem é Barrockstadt, uma universidade estranha que Hans uma vez visitou. O comboio pára devido a uma avaria, por isso Kate fala com um casal que tem um barco para a ajudarem. Eles insistem em ser pagos com $100 para a ajudarem, por isso, Kate tem que arranjar o coreto avariado da universidade para conseguir que o difícil Conselho de Administração da universidade a ajudem. Ao longo do caminho, ela aprende uma lição sobre a lenda da Syberia e os costumes dos misteriosos Youkols pré-históricos que viveram com mamutes e foram capazes de domesticá-los.

### Komkolzgrad
A próxima paragem é Komkolzgrad, um complexo industrial poeirento da era dos comunistas com dois autómatos gigantes a proteger o complexo. A cidade é chefiada pelo excêntrico e um pouco maluco Serguei Borodine, que rouba as mãos de Oscar para completar o seu órgão autómato.
Ele pretende construir o maior palco possível para Helena Romanski, uma cantora de ópera fora do activo por quem Borodine é obcecado.
Kate não tem escolha senão a ir buscá-la a um spa na cidade de Aralbad em nome de Borodine. Serguei manda Kate ao Cosmodrómo do complexo industrial para encontrar transporte.
No Cosmodrómo, Kate conhece um antigo piloto de testes, Boris, um bêbado que sonha em voar para o espaço numa "asa voadora" inventada por Hans. Depois de Kate ajudar Boris a ficar sóbrio, ele ensina-a a usar um velho dirigível em troca de o ajudar a pôr a "asa voadora" a funcionar.
Uma vez que Boris é lançado para o espaço, Kate usa os conselhos dele para usar o dirigível e partir para Aralbad.

### Aralbad
No spa de Aralbad, Kate conhece Helena após ter alguns problemas a passar pelo manager. A senhora idosa pensa que está demasiado velha para cantar, tendo perdido a sua voz legendária que podia partir vidros. Com um cocktail especial feito no bar e um copo de vidro, Helena fica convencida de que ainda pode cantar e concorda em ir com Kate.

### Epílogo
A performance em Komkolzgrad não corre exactamente como planeado: apesar da voz de Helena ser maravilhosa, isso não impede Serguei de a aprisionar, ao querer mantê-la do seu lado como a sua cantora pessoal de ópera. Kate consegue libertar Helena e recuperar as mãos de Oscar, mas Borodine não desiste tão facilmente, usando os dois gigantes autómatos para bloquear o comboio. Alguma dinamite resolve esse problema, e Kate leva Helena de volta para Aralbad. Surpreendentemente, Hans Voralberg está à espera no spa, para surpresa de Kate.
Hans mostra-se encantado por Kate trazer o seu comboio e Oscar. Hans mostra pouca preocupação pela morte da sua irmã e assina os papéis da fábrica sem sequer os ler. Ele pergunta a Kate se quer ir com ele e com Oscar, mas Kate recusa. No entanto, estando quase a ir num avião de volta para Nova Iorque, ela muda de ideias e embarca no comboio ao último segundo, abandonando o seu emprego e o seu noivo infiel em casa para ajudar um velho senhor a concretizar o seu sonho.

## Desenvolvimento
O jogo foi produzido inteiramente em Montreal por 35 pessoas sob a direção de Benoît Sokal, com um orçamento de € 2 milhões, usando o motor Virtools Development Environment 2.1. Seu orçamento foi o mais alto de qualquer jogo da Microïds naquela época. Benoît Sokal indicou em uma entrevista que em um momento a equipe de desenvolvimento estava considerando criar um único jogo para a história de Syberia, mas decidiu não fazê-lo, pois era muito grande. O jogo anterior de Sokal, Amerzone, se passa no mesmo universo fictício e Syberia contém algumas referências a ele. No entanto, Benoît foi claro ao dizer que Syberia não é uma continuação de Amerzone e as duas histórias são independentes. Além disso, Syberia é uma história dividida em dois capítulos diferentes. Foram gastos quase dois anos no desenvolvimento de Syberia e um ano e meio na sequência, Syberia II. A história gira em torno da interação entre Kate Walter e outros personagens, o que lhe dá muita profundidade, sendo os personagens os veículos para as emoções comunicadas ao jogador.
A história de Syberia não provém de fontes literárias mas da experiência real da família de Benoît Sokal, a qual fez a jornada oposta de Kate Walter, tendo que escapar do regime nazista antes da Segunda Guerra Mundial, viajando da Europa Ocidental para a Europa Oriental - "de trem e a pé em busca de um lugar mais seguro para se estabelecerem". A influência da Segunda Guerra Mundial é vista principalmente em Barrockstadt e em alguns personagens do jogo.

## Recepção

### Vendas
Syberia foi um sucesso comercial. De acordo com Cédric Orvoine, da Microïds, o jogo ultrapassou 225.000 unidades em vendas até fevereiro de 2003 e atingiu quase 350.000 vendas globais em suas versões para console e computador até setembro. Na França, a Agência Francesa de Jogos de Vídeo Game (em francês:  Agence française pour le Jeu Vidéo) informou que a versão para computador de Syberia havia vendido 50.000 unidades até setembro de 2003, antes do lançamento das versões para console. A Microïds anunciou naquele mês planos para vender 50.000 e 20.000 unidades, respectivamente, das versões para PlayStation e Xbox na França. Na América do Norte, sua versão para computador vendeu 60.158 cópias no varejo somente em 2003, e Cédric Orvoine observou no início de 2004 que sua versão para Xbox estava "vendendo muito acima das nossas expectativas iniciais" na região. Michel Bams, da White Birds Productions de Benoît Sokal, disse que Syberia atingiu "quase 500.000 cópias" em vendas globais em fevereiro, um número que foi superado no final de 2005, de acordo com a Ubisoft. No entanto, Jane Jensen observou em 2004 que o jogo "não tinha sido muito lucrativo" para a The Adventure Company, a distribuidora norte-americana, o que, entre outros fatores, levou ao cancelamento de seu projeto Gray Matter. Bill Tiller relatou que as vendas do Syberia nos Estados Unidos foram de 161.000 unidades em 2006. As vendas mundiais da série Syberia ultrapassaram 1 milhão de unidades em 2008, e subiram para 3 milhões em 2016, antes do lançamento do Syberia 3.

### Crítica
Syberia foi bem recebido. De acordo com o The New York Times, Syberia é um jogo ambicioso com algo de especial que "recebeu críticas eufóricas" dos avaliadores. Com base em 26 análises, o site de agregação de resenhas Metacritic estimou a recepção crítica do jogo como "geralmente favorável", com uma pontuação de 82%. A avaliação dos usuários, com base em 418 avaliações, ficou em 8.4. O USA Today o chamou de "uma escolha sólida" apesar da ressalva de que o jogo "não é para todos" devido ao ritmo mais lento, baseado em quebra-cabeças e sem combate. A trilha sonora, a dublagem e os efeitos sonoros ajudam a adicionar uma sensação cinematográfica.

### Prêmios
Syberia foi nomeado o melhor jogo de aventura de computador de 2002 pela PC Gamer US, Computer Gaming World, GameSpot, GameSpy e - empatado com Silent Hill 2 - The Electric Playground. A revista Computer Games Magazine o declarou o décimo melhor jogo de computador de 2002 e lhe concedeu um prêmio de melhor direção de arte. Ganhou o prêmio "Adventure Game of the Year" (2002) da GameSpy, ficou em segundo lugar no Melhor Jogo de Aventura (2002), atrás de Harry Potter and the Chamber of Secrets (escolha do editor), e venceu o "Prêmio Escolha do Leitor para Jogos de Aventura" (2002), ambos da IGN.
Da mesma forma, o jogo ganhou o prêmio "Melhores Gráficos (Artísticos) para PC" da GameSpot. Durante o 6ºPrêmios de Conquista Interativa anual, a Academia de Artes & Ciências Interativas indicou Syberia para "Realização Excepcional em Desenvolvimento de Personagem ou História" e "Jogo de Ação/Aventura para Computador do Ano". Também recebeu o prêmio "Excelência em Artes Visuais" do Game Developers Choice Awards, bem como os prêmios "Melhor História para PC" e "Melhor Jogo que Ninguém Jogou no PC" da GameSpot.
Ao premiar o jogo, os editores da Computer Gaming World chamaram Syberia de "o jogo de aventura mais emocionalmente rico desde o grande Sanitarium e um lembrete valioso de quão gratificante esse gênero problemático pode ser quando colocado nas mãos certas". Chuck Osborne, da PC Gamer, elogiou o visual e a "história épica"; ele concluiu: "Como Kate Walker, você não está apenas procurando o herdeiro desaparecido de uma fábrica de autômatos na França, mas também está embarcando em uma jornada feminista de autodescoberta." Em 2011, a Adventure Gamers nomeou Syberia o 15º melhor jogo de aventura já lançado.

## Legado

### Sequências
Syberia foi seguido por uma sequência em 2004, Syberia II, que continuou a viagem de Kate Walker para Syberia. Em 2012, a Microïds revelou que Benoit Sokal havia assinado oficialmente um contrato com a Anuman para escrever a história de Syberia 3 e que o desenvolvimento oficial havia começado. Além disso, o projeto foi supervisionado por Elliot Grassiano, o fundador original da Microïds. Syberia 3 foi lançado em abril de 2017. Uma quarta parte intitulada Syberia: The World Before foi lançada em 18 de março de 2022.

### Versões
Em 2006, a MC2 France anunciou o lançamento de uma versão de Syberia adaptada pela Tetraedge Games para smartphones com Symbian e Windows Mobile. Em 2008, a Microïds anunciou que, com o Mindscape, lançaria a versão mobile de Syberia para o Nintendo DS em outubro de 2008. Em 30 de outubro de 2008, eles anunciaram que a DreamCatcher Games publicaria a versão para Nintendo DS de Syberia na América do Norte, com lançamento previsto para dezembro de 2008. Uma versão iOS do jogo foi lançada em dezembro de 2014. A versão para Nintendo DS recebeu muitas críticas, recebendo 3,5/10 da GameSpot: a maior parte da dublagem foi removida e os gráficos foram simplesmente reduzidos em relação à versão para PC, o que tornou muitos objetos pequenos - necessários à trama - quase impossíveis de localizar.

### Remasterização e VR
Em maio de 2025, a Microid anunciou que lançaria uma remasterização do jogo chamada Syberia Remastered. Desenvolvido pela Virtuallyz Gaming e Microids Studio Paris, o jogo contará com um mundo 3D, quebra-cabeças reinventados, uma interface de usuário reformulada e navegação modernizada. O jogo será lançado no quarto trimestre de 2025 para PlayStation 5, Xbox Series X e Series S, e PC via Steam. Em 1º de agosto do mesmo ano, foi anunciado o primeiro trailer do jogo em realidade virtual intitulado Syberia VR. O jogo está sendo desenvolvido em conjunto pela Virtuallyz Gaming e pela Microids Studio Paris para o Meta Quest 3, com suporte para jogabilidade sentada, em pé e em escala de sala. Sem muitas informações, a editora declarou que o Syberia VR foi "concebido desde o início como uma experiência por si só" e será fiel ao jogo original.